# Seekoppe
Seekoppe (2150 m n. m.) je hora ve Wölzských Taurách na území rakouské spolkové země Štýrsko. Nachází se v jedné ze severních rozsoch pohoří mezi vrcholy Hochgrößen (2115 m) na severu a Hochrettelstein (2220 m) na jihozápadě. Hochrettelstein je s horou spojen hřebenem Scharfe Wand, Hochgrößen je oddělen sedlem Riednertörl (1935 m). Východním směrem vybíhá ze Seekoppe krátký boční hřeben, který se za sedlem Seescharte stáčí k severovýchodu a končí vrcholem Riednerzinken (1846 m). Pod severovýchodními svahy hory se rozkládá jezero Riednersee.

## Přístup
- po značené turistické trase č. 940 z osady Winkel

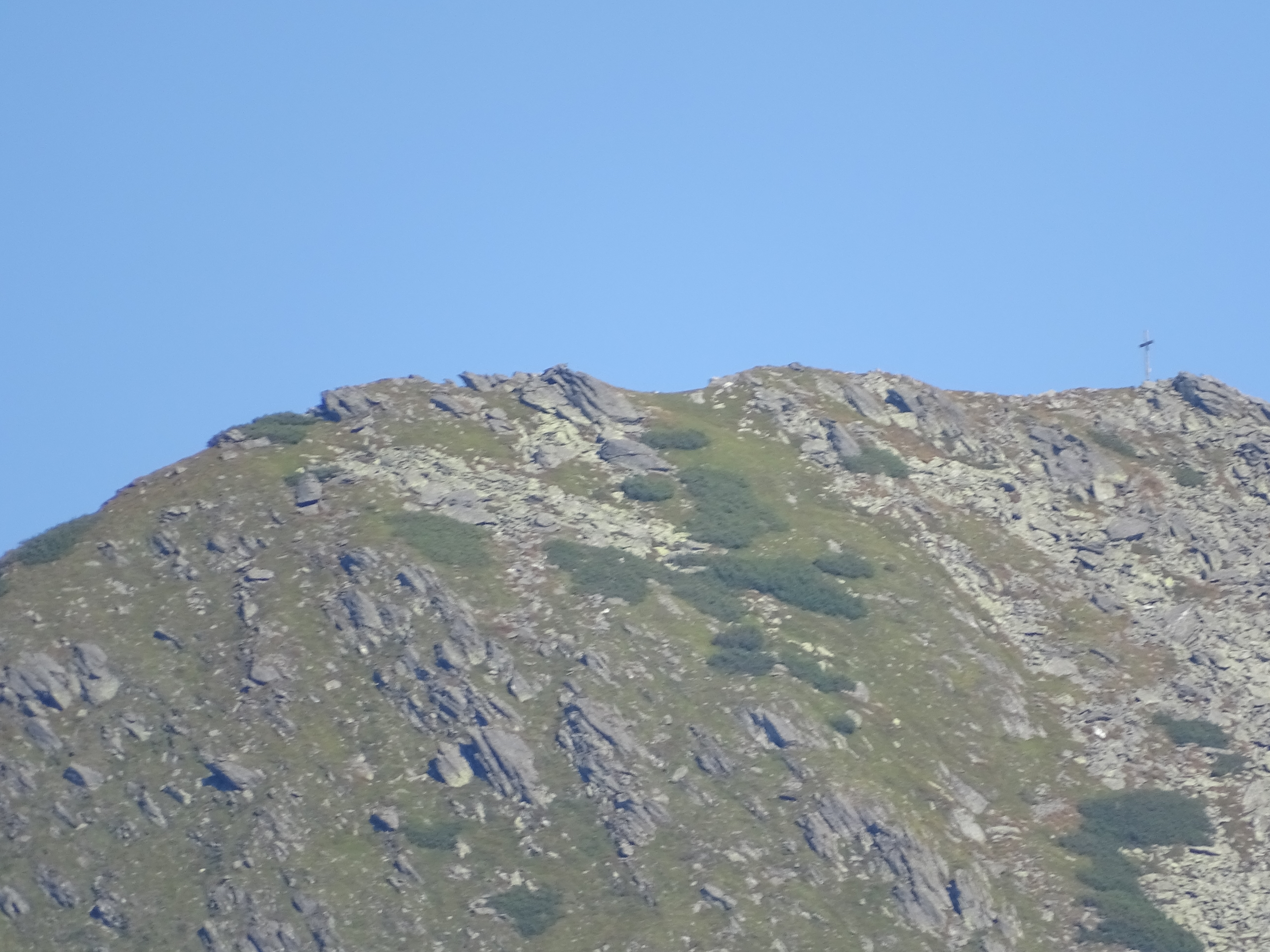
Vrchol Seekoppe

- po značené turistické trase č. 940 ze střediska Planneralm